# فریگیلیانا
فریگیلیانا (به اسپانیایی: Frigiliana) یکی از دهستان‌های اسپانیا است که در مالاگا واقع شده‌است.

## خصوصیات
فریگیلیانا ۴۱ کیلومترمربع مساحت و ۳٬۰۷۱ نفر جمعیت دارد و ۳۲۰ متر بالاتر از سطح دریا واقع شده‌است.